# Wyssokaje
Wyssokaje (belarussisch Высокае; russisch Высокое, polnisch Wysokie Litewskie) ist eine Stadt im Rajon Kamjanez in der Breszkaja Woblasz in Belarus.

## Geschichte
Die Ortschaft Wyssokaje wurde erstmals urkundlich im 14. Jahrhundert als „Hohe Stadt“ erwähnt. 1494 erhielt Wyssokaje das Magdeburger Stadtrecht. Am 12. Oktober 1940 wurde Wyssokaje zum Zentrum der neu gebildeten Verwaltungseinheit Rajon Wyssokaje. Nach der Auflösung des Rajons am 17. April 1962 wurde die Stadt Wyssokaje und der gleichnamige Rajon administrativ dem Rajon Kamjanez eingegliedert.